# Метрополіс

Токіо на тлі гори Фудзі

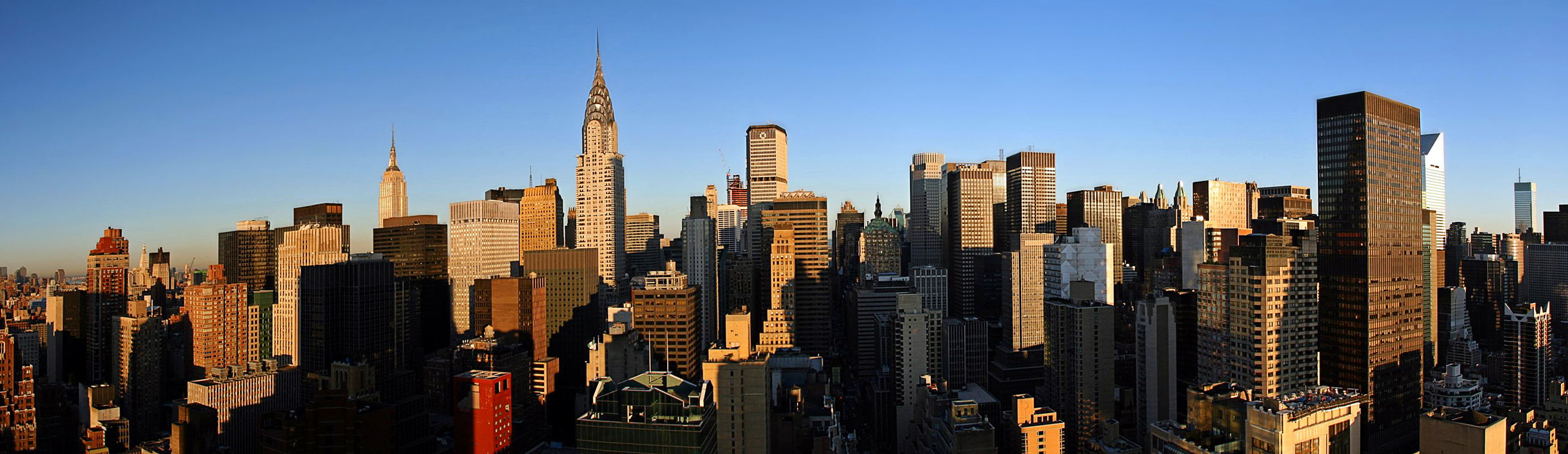
Нью-Йорк, найбільший метрополіс США

Метрополіс, мегаполіс — велике місто або міська агломерація, яка є важливим економічним, політичним і культурним центром для країни або регіону, а також важливим центром регіональної або міжнародної інфраструктури, а також важливих технологій, таких як телебачення, зв'язок. Давньогрецький термін (спочатку — μητρόπολις) означає «місто-мати» (раніше так називалися центри колоній або місця переселення поселенців). Пізніше так стали називати місто (поліс), що перебувало у центрі певної області, або будь-яке велике, важливе місто в країні. Зараз метрополісом називають місто з населенням більше мільйона чоловік. Зрощення ряду міських агломерацій називається мегалополісом.
Велике місто, що належить до більш великої міської агломерації, але не є адміністративним центром цієї агломерації, зазвичай вважається не метрополісом, а його частиною. Іноді слово «метрополіс» (яке використовується на міжнародному рівні як абсолютне поняття) також використовується щодо, щоб вказати на зв'язок міста з навколишнім середовищем (іншими містами), наприклад Рейк'явік часто називають найпівнічнішим містом. Насправді він є найпівнічнішою столицею в світі (з населенням 124 тисячі осіб).